# Ambakaj
Ambakaj – chan mongolski z połowy XII wieku.  Syn Sengüma Mądrego, krewny i następca pierwszego chana Mongołów - Kabuła, żonaty z Orbaj i Sokotaj. Przywódca rodu Tajczutów.

## Życiorys
Zamierzał wydać swoją córkę za mąż za jednego z wodzów Tatarów. W drodze do niego, został pojmany przez Tatarów i wydany Dżurdżenom. Na swoich następców wyznaczył  swojego syna - Kada'ana Tajdziego i syna Kabuła - Kutułę (jedynie Kutuła został wybrany chanem), którym nakazał walkę z Tatarami. Po nieznanym okresie przebywania w dżurdżeńskiej niewoli został zamordowany. Wdowy po Ambakaju - Orbaj i Sokotaj przyczyniły się późnej do porzucenia przez Tajcziutów młodego Temudżina wraz z rodziną. Czyngis-chan w 1211 roku, mord na nim wymienił wśród przyczyn swojej wojny z Dżurdżenami.